# Ordoliberalism
Ordoliberalism är en ekonomisk teori och filosofi inom ekonomisk liberalism som betonar behovet av en stark offentlig makt för att säkerställa en social marknadsekonomi. Ordoliberalismen ser inte marknadsekonomi som ett självändamål utan ser den som ett medel för att uppnå social rättvisa. Den lägger vikt vid att motverka monopol och oligopol genom reglering, för att säkerställa rättvis och väl fungerande konkurrens. Det är en från Tyskland stammande liberal strömning, som har fått stor betydelse för utformningen av Europeiska unionen (EU) och dess institutioner.
En utgångspunkt för ordoliberalismen är att konkurrensen tenderar att sättas ur spel på oreglerade marknader genom uppkomsten av karteller, oligopol och monopol (jämför med Adam Smiths konstaterande att närhelst två köpmän träffas på tu man hand så konspirerar de mot konkurrensen). Därför måste det finnas en stark och interventionistisk offentlig makt, som med aktiva ingrepp på marknaderna ser till att upprätthålla sunda konkurrensförhållanden. Staten skall också upprätthålla ett stabilt juridiskt ramverk för marknadsaktörerna.
Vidare förordar ordoliberalismen en tydligt definierad arbetsfördelning i styrningen av samhällsekonomin, där olika institutioner ges olika uppgifter och mål. Penning- och valutapolitiken bör skötas av en oberoende centralbank med uppgiften att upprätthålla penningpolitisk stabilitet och låg inflation. Regeringen skall ansvara för finanspolitiken (skatter och offentliga utgifter) med uppgiften att bevara sunda statsfinanser. Uppgiften att säkra makroekonomisk stabilitet och en hög sysselsättning bör vila på arbetsmarknadens parter, som av staten skall stödjas att träffa ansvarsfulla kollektivavtal på nationell nivå.
Den starka staten ska sålunda svara för en samhällsekonomisk ordning, men inom detta ramverk bör marknadshushållningen vara fri från demokratisk styrning i övrigt. I motsats till exempelvis nyliberaler ser ordoliberaler emellertid en hög organisationsgrad och kollektivavtalstäckning på arbetsmarknaden som något gott, som bidrar till samhällsekonomisk stabilitet. På samma sätt betraktas också omfattande socialförsäkringar som ordnas genom överenskommelser mellan staten och arbetsmarknadens parter som en stabiliserande faktor för marknadshushållningen.
Ordoliberalism har ibland kallats ”liberal konservatism” och står för en mer organisk samhällssyn än andra liberala strömningar. Dess anhängare är kritiska mot laissez faire-kapitalism, neoklassisk nationalekonomi och den så kallade Österrikiska skolan med bland andra Eugen von Böhm-Bawerk och Friedrich von Hayek. Ordoliberalens ledord är framför allt stabilitet.

## Upphovsmän och rötter

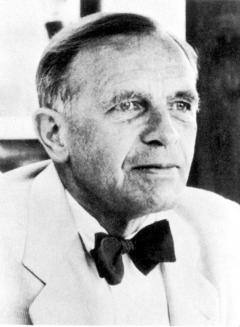
Wilhelm Röpke (1899–1966).

Ordoliberalismen utvecklades i perioden 1930 till 1950 av tyska nationalekonomer. Viktiga namn var Wilhelm Röpke och Freiburgskolan (Frans Böhm, Walter Eucken, Paul Hensel med flera). Benämningen härrör från den akademiska tidskriften Ordo: Jahrbuch für die Ordnung von Wirtschaft und Gesellschaft.
Strömningen är fast förankrad i tysk tradition och kan ses som en vidareutveckling av den så kallade tyska historiska nationalekonomiska skolan (Wilhelm Roscher, Gustav von Schmoller, Werner Sombart med flera) som menade att marknadshushållningens förutsättningar måste förstås utifrån varje nations erfarenheter, sociala traditioner och kulturella särdrag, inte utifrån en på logisk spekulation grundad universell och abstrakt marknadsmodell.
Tanken att marknadsekonomin i Tyskland behöver stöd av en stark stat går tillbaka på Friedrich List (1789–1846), vars idé om en tysk tullunion förverkligats i större skala med EU:s inre marknad.
Erfarenheten av mellankrigstidens politiska katastrof i Tyskland, då åren med hyperinflation banade väg för nazisternas maktövertagande, ledde ordoliberalerna till uppfattningen att folkstyrets räckvidd måste begränsas och oberoendet garanteras för starka institutioner, som upprätthåller ett stabilt ramverk för marknadsekonomin. Ytterst handlade det om övertygelsen att endast ekonomiskt välstånd kunde hålla krig och politiska katastrofer på avstånd.          

## Den sociala marknadsekonomin
Under naziperioden tvingades ordoliberalismens upphovsmän i exil, men när den västtyska samhällsekonomin restaurerades och reorganiserades under efterkrigstiden valdes en modell av social marknadsekonomi (Soziale Marktwirtschaft) efter ordoliberala riktlinjer.
Först implementerad av kristdemokraten Ludwig Erhard under hans tid som finansminister under Konrad Adenauers kanslerskap uppnåddes en politisk konsensus med socialdemokraterna om den sociala marknadsekonomins organisation med låginflations-regim och oberoende centralbank, statsinterventionism mot konkurrensbegränsningar, sträng budgetdisciplin och starka positioner för arbetsmarknadens parter (de sociala parterna).
I trepartssamarbetet mellan staten, fackföreningarna och arbetsgivarnas organisationer uppvisar den ordoliberala sociala marknadsekonomin korporativa drag.

## Ordoliberalismen och EU
Redan i Romfördragen 1957 skrevs den sociala marknadsekonomin in i det dåvarande Europeiska ekonomiska gemenskapens primärrätt.
Rollfördelningen och uppgifterna för det europeiska samarbetets institutioner har därefter utvecklats strikt efter ordoliberalismens principer, med kommissionen och domstolen som den fria konkurrensens väktare på den inre marknaden, och den oberoende Europeiska centralbanken som en fördragsbunden garant för en låginflations-regim. Makten över marknaden och myntet är, med Sverker Gustavssons ord, mer centraliserad än möjligheten att utkräva politiskt ansvar för hur denna makt utövas. Därtill har medlemsländerna genom stabilitets- och tillväxtpakten (med varierande framgång) förbundits en strikt budgetdisciplin. Slutligen har arbetsmarknadens parter knutits till systemet med möjligheten att träffa avtal på EU-nivå, som vinner rättskraft genom att kommissionen omsätter dem i bindande direktiv som medlemsstaterna har att implementera på nationsnivå. Sådana avtal kan gälla allmänna villkor på arbetsmarknaden, till exempel rätt till föräldraledighet och förbud mot diskriminering av viss- och deltidsanställda, däremot inte löner och anställningsvillkor.

## Ordoliberalismens radikalisering
Inte minst genom det så kallade tyska undret under efterkrigstiden (Wirtschaftswunder) fick ordoliberalismen och den sociala marknadsekonomin en mycket stark ställning på den västeuropeiska kontinenten. Under senare tid har dock både den ekonomiska stagnationen i det återförenade Tyskland och den tvivelaktiga framgången för EU:s valutaunion medfört att den sociala marknadsekonomin alltmer har ifrågasatts från både höger och vänster. Som svar på det har nutida ordoliberaler som David Gerber och Christian Joerges utvecklat en ny och radikalare argumentation. De menar att kampen mot 1900-talets diktaturer krävde ett för marknadshushållningen destabiliserande offer i form av välfärdsinrättningar och höga skatter. I dag bör ekonomin i högre grad än på 1950-talet frikopplas från beroendet av allmän opinion och valrörelser. Tesen om den starka väktarstaten drivs således bortom den sociala marknadsekonomins blandekonomi.